# 金庾信墓
金庾信墓（韓語：김유신묘）是一處位于韓國庆尚北道慶州市仙桃洞的陵墓，里面安葬着金庾信将军。金庾信墓是大韓民國史蹟第21号，全名是新羅太大角天金庾信墓（신라태대각천김유신묘），为一个圓形土墳。